# Else
Pour les articles homonymes, voir Else (homonymie).
L'Else est un cours d'eau du nord-ouest de l'Allemagne qui se sépare de la rivière Hase près de la ville de Melle et se jette dans la rivière Werre, ce qui en fait un défluent de la rivière Hase.

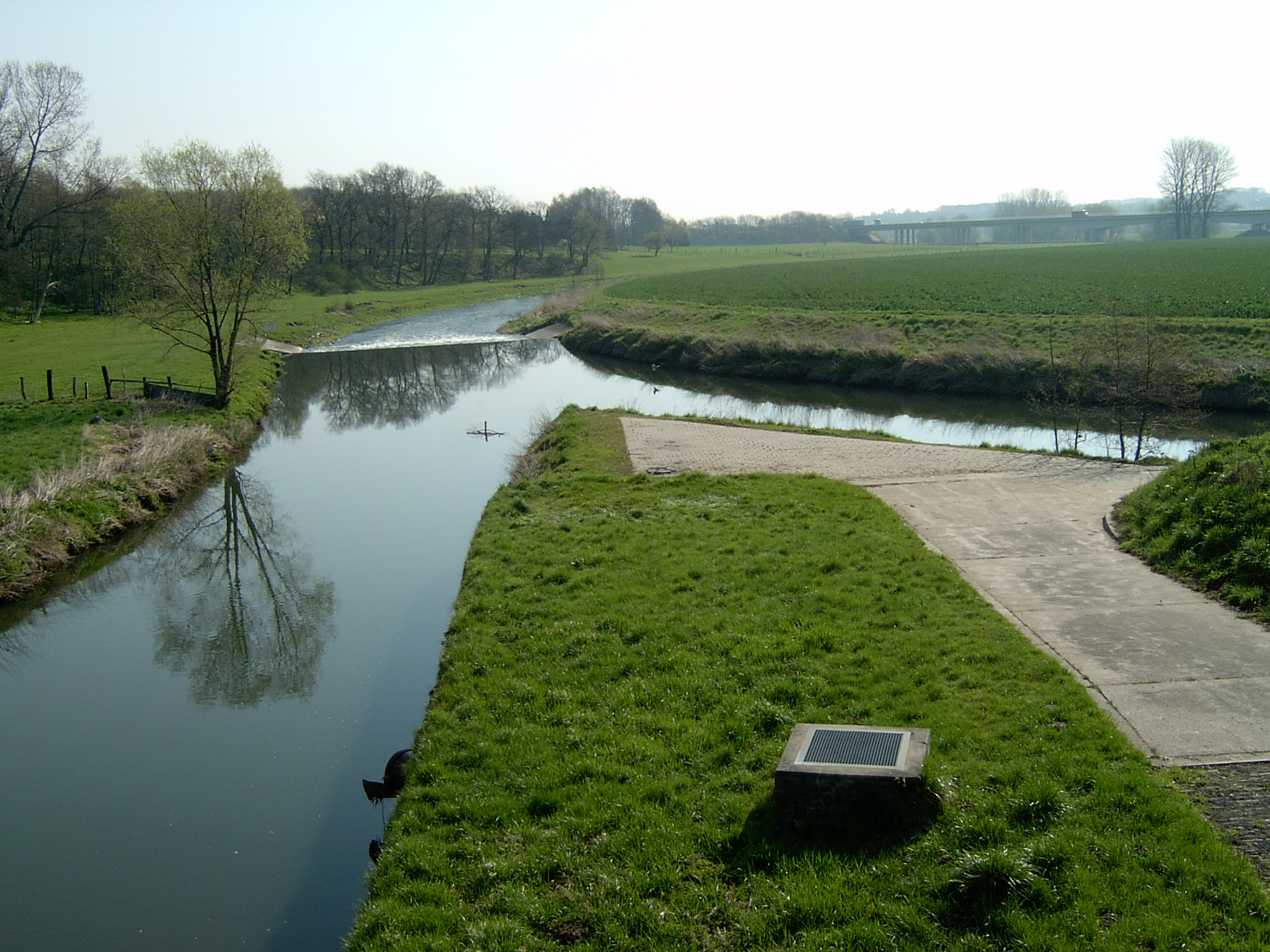
La rivière Else se jette à droite dans la rivière Werre.
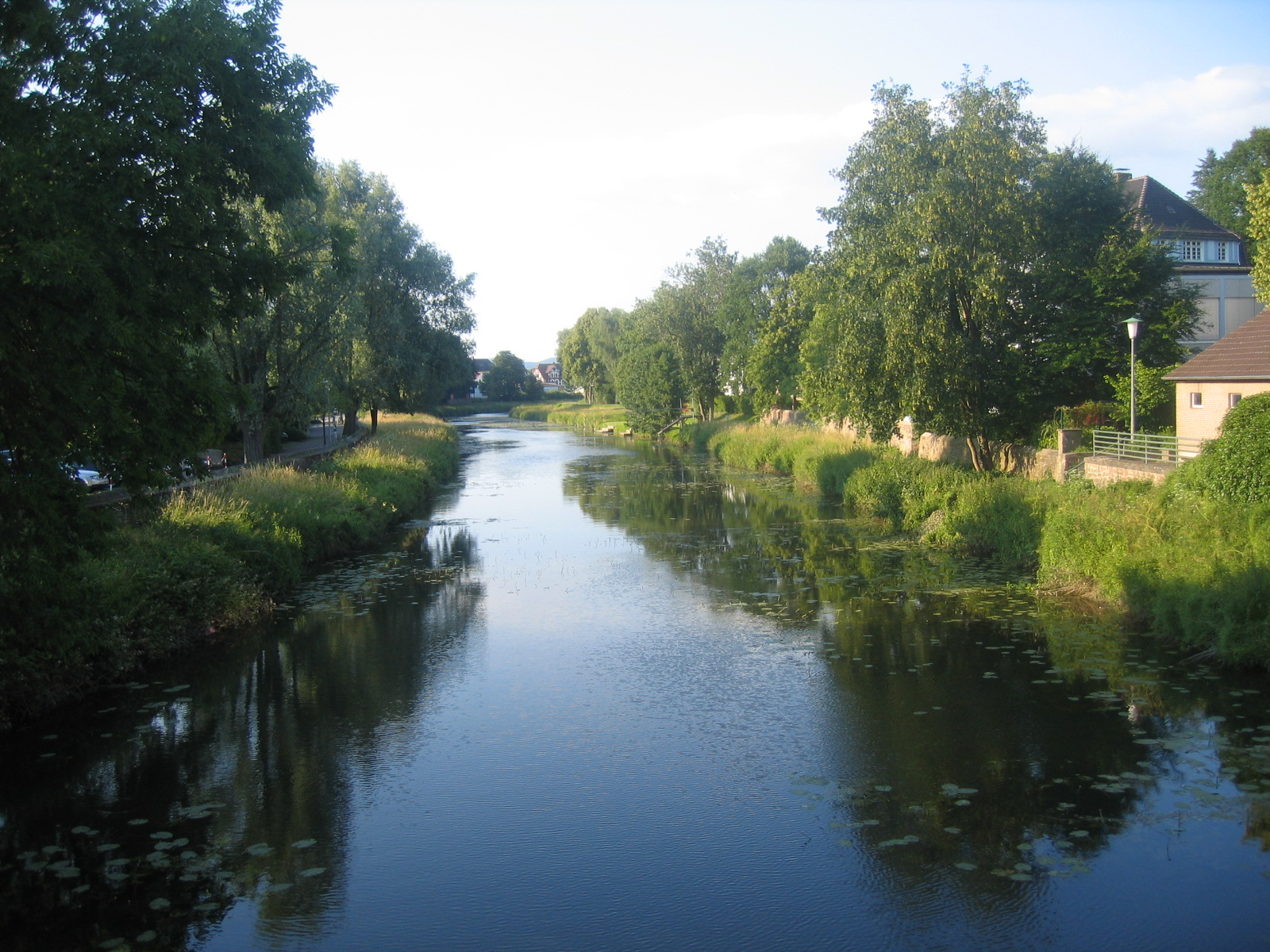
Vue partielle de la rivière Else traversant Bünde.